# .44 Henry
Die Patrone .44 Henry wurde speziell für das Henry-Gewehr Modell 1860 entwickelt und gilt als eine der ersten großkalibrigen Patronen für Handfeuerwaffen (Gewehre und Revolver).

## Bezeichnung
Im deutschen Nationalen Waffenregister (NWR) wird die Patrone unter Katalognummer 2039 unter folgenden Bezeichnungen geführt (gebräuchliche Bezeichnungen in Fettdruck)
- .44 Henry (Hauptbezeichnung)
- .44 Henry Rimfire
- .44 Henry Flat
- 11x23R

Weiterhin ist die nicht im NWR genannte Bezeichnung .44 long rimfire gebräuchlich.

## Geschichte
Die Patrone wurde nach dem amerikanischen Büchsenmacher Benjamin Tyler Henry benannt, der ab 1857 bei der Oliver Winchester gehörenden New Haven Arms Company technischer Direktor war. In dieser Eigenschaft entwickelte er aus der Volcanic-Pistole und den Gewehren gleichen Systems das Henry-Gewehr, für das er am 16. Oktober 1860 ein Patent erhielt. Ab 1858 begann er mit der Entwicklung der .44-Henry-Patrone, erste Versuche machte er mit einem 216 Grains wiegenden Ogivalgeschoss und einer Pulverladung von 26 Grains. Als Schmiermittel für die Geschosse verwendete er eine hochschmelzende Talgmischung, um das Eindringen von Fett in das Pulver zu vermeiden. Die ersten von der New Haven Arms Co. (ab 1866 Winchester Repeating Arms Co.)  hergestellten Patronen hatten vorne abgeflachte, 200 Grains schwere Geschosse und wurden unter der Bezeichnung No. 44-100 in Schachteln zu je 50 Stück verkauft. Wie alle anderen Randfeuerpatronen der Firma waren sie im Boden mit einem H gekennzeichnet. Später kamen auch in Europa andere Hersteller hinzu. Die Herstellung der .44-Henry-Patrone wurde zwischen 1930 und 1940 eingestellt.

## Technik

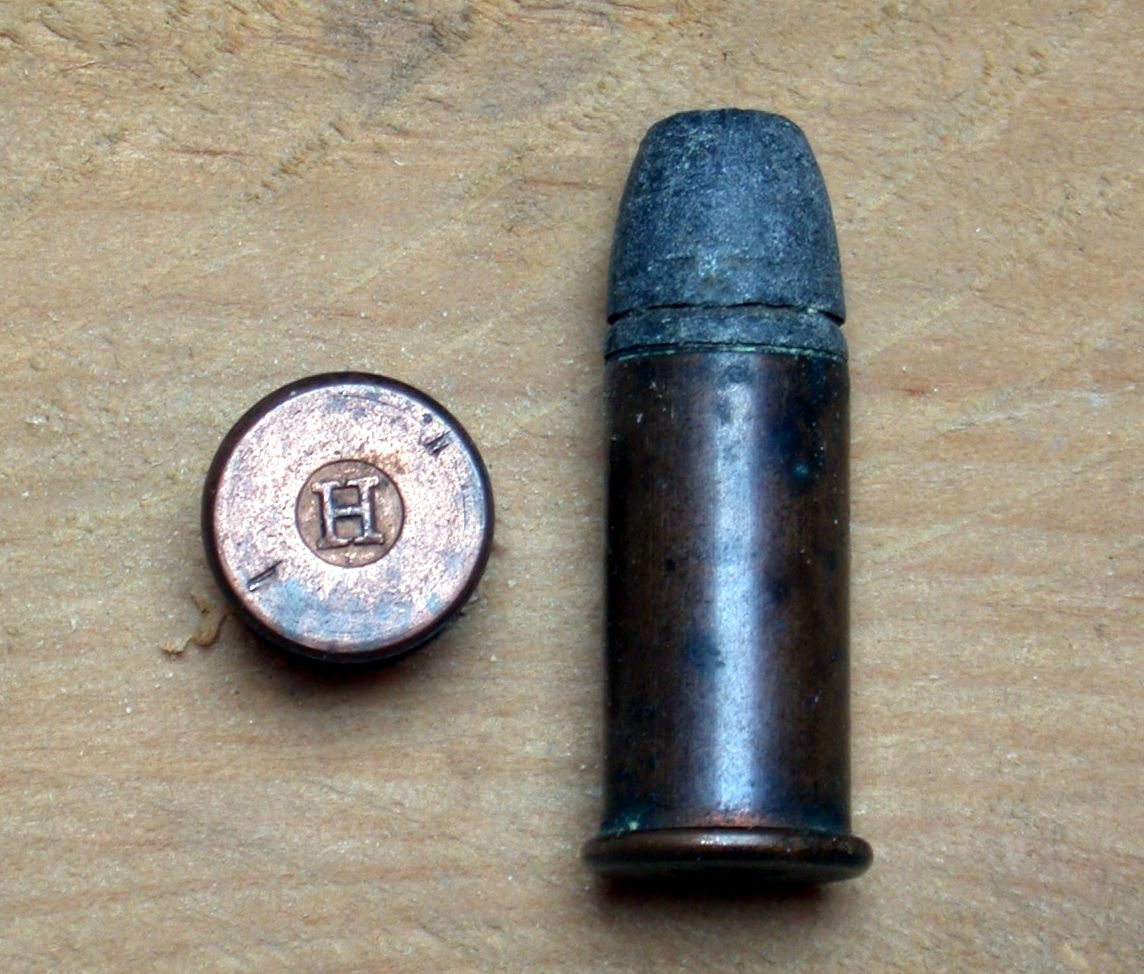
.44-Henry-Flat-Patrone

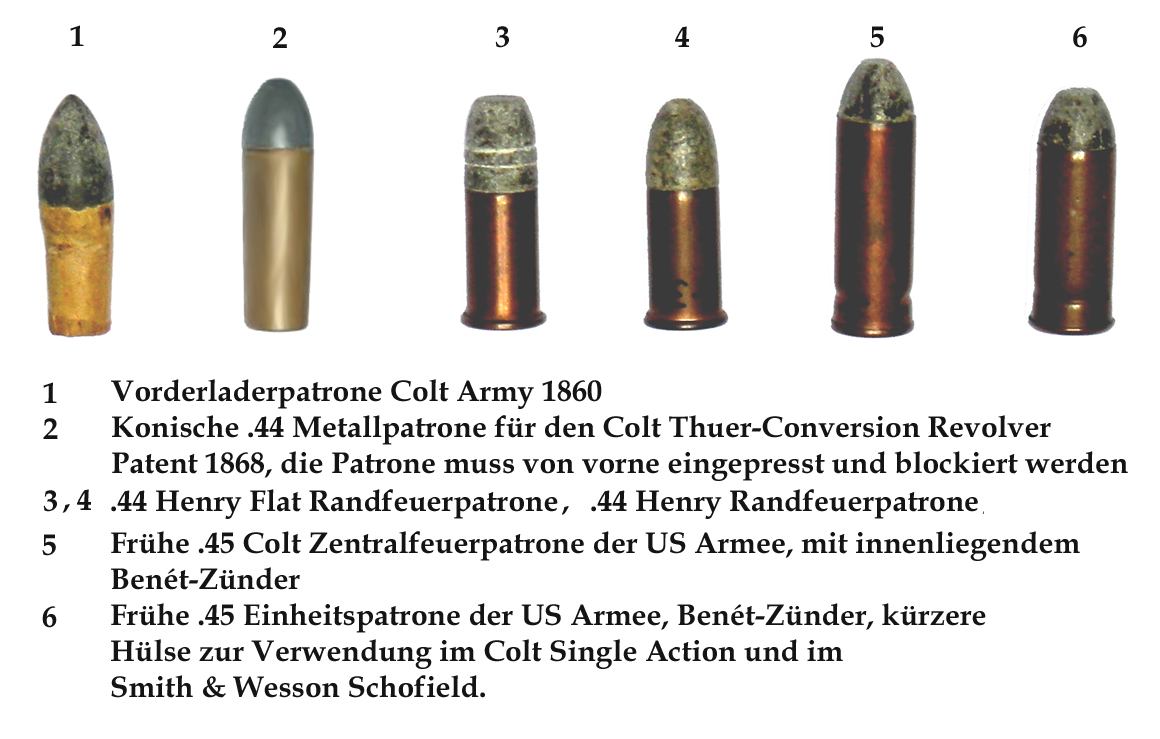
Einheitspatronen, Entwicklung 1860 bis 1875 in den USA

Als Randfeuerpatrone hatte sie eine Kupferhülse, in deren aufgestauchten Rand die Zündladung eingegossen war. Um die Zündung zu gewährleisten, musste das Kupfer der Hülse weich sein, zudem musste diese dünne Wandungen haben. Um Hülsenreißer zu vermeiden, war die Schwarzpulverladung von 26 bis 28 Grains gegenüber der in den damaligen Vorderladern üblichen Ladung gering, was zu unzureichenden ballistischen Eigenschaften führte. Die ersten Henry-Patronen wurden wegen ihrer vorne abgeflachten 200 Grains schweren Geschosse „Henry-Flat“ genannt, später wurden Ogivalgeschosse verwendet.
Bestanden die Hülsen anfangs aus Kupfer, so wurde es später möglich, solche aus dem billigeren Messing herzustellen. Der amerikanische Erfinder George R. Stetson verbesserte die originale Henry-Patrone, indem er eine verbesserte, fälschlicherweise .42 Stetson cartridge genannte Patrone entwickelte, bei der das Geschoss nicht mehr gegossen, sondern im Gesenk gepresst und somit maßhaltiger war. Nach dem Einsetzen des Geschosses wurde eine Rille in dieses eingepresst, was den Durchmesser in der Hülse leicht vergrößerte. Dadurch wurde das Geschoss fixiert und die Abdichtung verbessert, auf einen Filzpfropfen zwischen Pulver und Geschoss konnte so verzichtet werden. Die Rille diente zudem als Fettdepot. (U.S. Patent 120.403, für die Winchester Repeating Arms Company, October 31, 1871).

## Verwendung im Militär
Im Amerikanischen Bürgerkrieg wurde die Henry-Patrone von diversen Einheiten der Union verwendet, vom U.S. Government wurden 1731 Henry-Gewehre erworben, dazu kam eine große Anzahl dieser Waffen, die von Einheitskommandanten für ihre Truppen, aber auch von einzelnen Privatpersonen erworben worden waren. Bei den Truppen der Konföderierten kamen solche erbeutete Waffen wegen Munitionsmangel nur sporadisch zum Einsatz, die Südstaaten verfügten über keine Fertigungsstätten für diese Munition.
Weitere Verwendung fand die .44-Henry-Patrone im Deutsch-Französischen Krieg 1870/71 und im Türkisch-Russischen Krieg (1877–1878), da die Armeen von Frankreich und dem Osmanischen Reich eine große Anzahl von Winchester-Musketen und -Karabinern Model 1866 besaßen.

## Zivile Verwendung
Nach dem Bürgerkrieg wurde die .44-Henry-Patrone im amerikanischen Westen und später in Mexiko und Südamerika in den zahlreich vorhandenen Winchester-Mod-66-Gewehren und Karabinern verwendet. Durch ihre Dimension und ihr Kaliber war sie auch für Revolver geeignet, frühe Smith & Wesson No 3 Revolver, Colt Model 1860 Army „Long Cylinder“ Conversions und der Colt Open Top sowie der zwischen 1875 und 1880 produzierte 1873 Colt Single Action Army .44 Rimfire verwendeten diese Patrone.